# 線紋弱棘鯻
線紋弱棘鯻（學名：Hephaestus lineatus）為鱸形目鱸亞目鯻科的其中一種，分布於印尼伊里安查亞的多貝拉伊半島和邦巴赖半岛淡水流域，本魚體粗壯，呈紡錘型，背鰭硬棘13枚；背鰭軟條12-13枚；臀鰭硬棘3枚；臀鰭軟條12-13枚，體長可達20公分，棲息在岩石底質，流經雨林的溪流底層水域，成魚多喜待在急流下的深潭中，屬肉食性，繁殖期時，成魚會保護卵並搧動魚鰭提供足夠的氧，生活習性不明。
其种加词“Lineatus”意为“有线纹的”。